# Liste der Bodendenkmale in Ausleben
In der Liste der Bodendenkmale in Ausleben sind alle Bodendenkmale der Gemeinde Ausleben und ihrer Ortsteile aufgelistet. Grundlage ist die Auflistung von Johannes Schneider aus dem Jahr 1986. Die Baudenkmale sind in der Liste der Kulturdenkmale in Ausleben aufgeführt.
| Denkmal-ID | Fundart | Ortsteil | Bezeichnung                              | Zeitstellung | Lage                                                   | Bemerkungen | Bild |
| ---------- | ------- | -------- | ---------------------------------------- | ------------ | ------------------------------------------------------ | ----------- | ---- |
| ?          |         | Ottleben | Eingeebnete Niederungsburg „Trautenburg“ |              | ehemaliger Gutspark, Südwestecke der alten Ortslage () |             |      |
| ?          |         | Ottleben | Steinkreuz                               |              | An der Straße nach Hornhausen ()                       |             |      |